# Římskokatolická farnost Býšť
Římskokatolická farnost Býšť je územním společenstvím římských katolíků v pardubickém vikariátu královéhradecké diecéze.

## O farnosti

### Historie
Plebánie v Býšti existovala již v 60. letech 14. století. Kostel sv. Jiří byl původně dřevěný, v roce 1796 byl zbořen. Na jeho místě byl pak postaven kostel nový, při zachování původního zasvěcení svatému Jiří.

### Současnost
Farnost je spravována ex currendo ze Sezemic.
| Kostel                        | Místo   | Bohoslužba         | Bohoslužba  | Poznámka     |
| ----------------------------- | ------- | ------------------ | ----------- | ------------ |
| Kaple Nanebevzetí Panny Marie | Bělečko | 1. sobota v měsíci | 15.00       | obecní kaple |
| Kostel sv. Jiří               | Býšť    | neděle středa      | 11.00 17.00 | farní kostel |